# Her First Beau (film, 1916)
Pour les articles homonymes, voir Her First Beau.
Pour plus de détails, voir Fiche technique et Distribution.
Her First Beau est un film américain réalisé par Edward F. Cline, sorti en 1916.

## Fiche technique
- Titre : Her First Beau
- Réalisation : Edward F. Cline
- Scénario :
- Photographie :
- Montage :
- Producteur : Mack Sennett
- Société de production : Keystone Film Company
- Société de distribution : Triangle Distributing
- Pays d'origine :  États-Unis
- Langue : film muet avec les intertitres en anglais
- Format : Noir et blanc — 35 mm — 1,33:1 — Muet
- Genre : Comédie
- Durée :
- Dates de sortie : 
  - États-Unis : 4 août 1916

## Distribution
- Jack Cooper :